# Lista dos deputados provinciais da 10.ª legislatura de Santa Catarina
Lista dos deputados provinciais de Santa Catarina - 10ª legislatura (1854 — 1855).
| Nº | Deputado                                     |
| -- | -------------------------------------------- |
| 1  | Joaquim Inácio de Macedo Campos              |
| 2  | Eleutério Francisco de Sousa                 |
| 3  | José Maria da Luz                            |
| 4  | Manuel Pinto Portela                         |
| 5  | Cipriano Francisco de Sousa                  |
| 6  | Alexandre Francisco da Costa                 |
| 7  | Marcelino Antônio Dutra                      |
| 8  | Carlos Duarte Silva                          |
| 9  | José Maria do Vale                           |
| 10 | Francisco José de Oliveira                   |
| 11 | Afonso de Albuquerque e Melo                 |
| 12 | José Bonifácio Caldeira de Andrada           |
| 13 | Joaquim Xavier Neves                         |
| 14 | José Joaquim Lopes                           |
| 15 | João Antônio Lopes Gondin                    |
| 16 | João Francisco de Sousa Coutinho             |
| 17 | Joaquim Gomes de Oliveira e Paiva            |
| 18 | Francisco de Oliveira Camacho Júnior         |
| 19 | Joaquim Augusto do Livramento                |
| 20 | Luís Ferreira do Nascimento Melo             |
| ** | Manoel José de Oliveira (Suplente convocado) |